# Powiat Tomaszowski (Woiwodschaft Lublin)
Der Powiat Tomaszowski ist ein Powiat (Kreis) in der Woiwodschaft Lublin in Polen. Der Powiat hat eine Fläche von 1487,1 Quadratkilometern, auf der über 89.000 Einwohner leben. Die Bevölkerungsdichte beträgt sechzig Einwohner auf einem Quadratkilometer (2004).

## Gemeinden
Der Powiat umfasst dreizehn Gemeinden, davon eine Stadtgemeinde, drei Stadt-und-Land-Gemeinden sowie zehn Landgemeinden.

### Stadtgemeinde
- Tomaszów Lubelski, Kreisstadt und Sitz der umgebenden gleichnamigen Landgemeinde

### Stadt-und-Land-Gemeinden
- Łaszczów
- Lubycza Królewska
- Tyszowce

### Landgemeinden
- Bełżec
- Jarczów
- Krynice
- Rachanie
- Susiec
- Tarnawatka
- Telatyn
- Tomaszów Lubelski
- Ulhówek

## Partnerschaft
Seit Juli 2002 besteht eine Partnerschaft zwischen dem Landkreis Tomaszowski (Lublin) und dem Landkreis Freudenstadt (Schwarzwald). Hierzu auch das Buch von Ralf Bernd Herden: Helmut Weihenmaier: Vom NS-Kreishauptmann in Polen (Zamosc, zuständig auch für Tomaszow) zum Landrat im Schwarzwald (in Freudenstadt). Kohlhammer-Verlag Stuttgart 2024, 240 Seiten gebunden, ISBN 978-3-17-044973-2  Gegenstand und Ziel der Partnerschaft ist die Zusammenarbeit in den Bereichen Kultur, Touristik, Sport, Bildung, Umweltschutz und Ökologie.

## Sonstiges
Das NS-Vernichtungslager Belzec befand sich auf dem Territorium des heutigen Landkreises.